# Herbert Morrison (periodista)
Herbert Morrison (14 de mayo de 1905-10 de enero de 1989) fue un periodista radiofónico estadounidense. 
Es famoso por su emotiva descripción del accidente del dirigible Hindenburg. 

## Biografía
Morrison y el ingeniero técnico Charlie Nehlsen habían sido asignados por la cadena WLS de Chicago para narrar la llegada de la nave a Nueva Jersey, como una prueba en la grabación de noticias para una difusión posterior.
La narración de Morrison empezó normalmente, pero cambió de manera drástica cuando el dirigible comenzó a arder:

It's burst into flames! It's burst into flames and it's falling, it's crashing. … Get out of the way, get out of the way! Get this, Charlie, get this, Charlie! It's burning and it's crashing! It's crashing, terrible! Oh, my! Get out of the way, please! It's burning, bursting into flames and it's falling on the mooring mast, and all the folks between. Oh, this is terrible. This is the, one of the worst catastrophes in the world! Oh, my Jesus! … Oh, four to five hundred feet into the sky. It's a terrific crash, ladies and gentlemen, it's smoke and it's flames, now, and the frame is crashing to the ground, not quite to the mooring mast. Oh, the humanity, and all the passengers screaming around here! I told you, I cannot talk to people … I can't talk, ladies and gentlemen. Listen, folks, I'm gonna have to stop for a minute because this was the… the worst thing I've ever witnessed.
¡Explota en llamas! Explota en llamas y está cayendo, se está chocando… ¡Quítense de en medio, quítense de en medio!.¡Graba esto, Charlie [Charlie Nehlsen, el ingeniero que le acompañaba], graba esto, Charlie!. ¡Está ardiendo y se está chocando!. ¡Se está chocando, terrible!.¡Oh, mi …! ¡Quítense de en medio, por favor!. ¡Está ardiendo, explotando en llamas y está cayendo sobre el mástil de amarre, y la gente alrededor!. Oh, esto es terrible. ¡Esto es la, una de las peores catástrofes en el mundo!. ¡Oh, Jesús mío!… Oh, entre 400 y 500 pies de alto [entre 120 y 150 metros]. Es una caída terrible, señoras y señores, hay humo y está en llamas, ahora, y la estructura está cayendo al suelo, no muy lejos del mástil de amarre. ¡Oh, la humanidad, y todos los pasajeros gritando alrededor!. No puedo hablarle a la gente… no puedo, señoras y señores. Escúchenme, voy a tener que parar durante un minuto porque esto fue lo… lo peor que he visto nunca.

Morrison y Nehlsen continuaron su trabajo, describiendo las labores de rescate y entrevistando a supervivientes, con pausas en las que el propio Morrison tenía que tomar un respiro. Los discos de grabación fueron llevados a Chicago y difundidos esa misma noche. Parte de la grabación fue difundida por la NBC para todo el país el día después. Era la primera vez que una producción de un evento de actualidad era difundido, y también la primera difusión de costa a costa. La detallada descripción del accidente junto a la emotiva reacción hicieron de esta narración un clásico de la historia sonora.
Cabe destacar que el trabajo habitual de Morrison era el de anunciante en programas musicales, pero tras un exitoso reportaje sobre unas inundaciones, la cadena decidió mandarle a Lakehurst aquel día.
En 1999, durante el 75 aniversario de la cadena, se oyó por primera vez la narración a la velocidad original (la grabadora de Nehlsen iba un poco lenta). A diferencia de la famosa narración, en este audio era perfectamente audible la onda expansiva de la explosión.